# 奥斯特布尔肯
奥斯特布尔肯（德語：Osterburken，發音：[ˈoːstɐˌbʊʁkn̩] ⓘ）是德国巴登-符腾堡州卡尔斯鲁厄行政区内卡-奥登林山县的城市，面积47.32平方千米，2023年12月31日人口为6,694人。